# Padařovice
Padařovice (německy Paderschawitz) je malá vesnice, část obce Soběslavice v okrese Liberec. Nachází se asi 1,5 kilometru jihovýchodně od Soběslavic. Padařovice leží v katastrálním území Soběslavice o výměře 4,05 km².

## Historie
První písemná zmínka o vesnici pochází z roku 1436.